# Rezerwat przyrody Czeszewo
Rezerwat przyrody Czeszewo – zlikwidowany leśny rezerwat przyrody położony w gminie Miłosław, powiecie wrzesińskim (województwo wielkopolskie). Jego obszar wszedł w skład utworzonego rezerwatu przyrody Czeszewski Las.
Powierzchnia: 27,61 ha.

## Historia
Został utworzony w 1959 roku w celu ochrony łęgu wiązowo-jesionowego w dolinie Warty. Zniesiony na mocy rozporządzenia Nr 35/2004 Wojewody Wielkopolskiego z dnia 26 marca 2004 r. (Dz. Urz. Woj. Wlkp Nr 47, poz. 1093). 

## Przyroda
Na terenie byłego rezerwatu Czeszewo rośnie jeden z najbardziej pierwotnych lasów łęgowych Wielkopolski. Dominują tu: dąb szypułkowy, lipa drobnolistna oraz jesion. Domieszkę stanowią: grab, wiąz i klony. Krajobraz urozmaicają wody stojące, tak nad Wartą, jak i nad Lutynią. Roślinność warciańska jest stosunkowo uboga i skupia się w spokojnych zatokach. Rosną w tych miejscach m.in.: rdestnice, łączeń baldaszkowy, strzałka wodna, żabieniec babka wodna i jeżogłówka. Nad Lutynią występują m.in.: turzyce, sitowie, sit i kosaciec żółty. Głębokość Lutyni w tym miejscu wynosi zaledwie 20–30 cm. Szerokość starorzeczy warciańskich wynosi średnio 10 m, a głębokość w strefie środkowej dochodzi nawet do 5–6 metrów. Roślinność jest tu bujna. Występują: moczarka kanadyjska, rogatek sztywny, wywłócznik kłosowy, osoka aloesowata, grzybień biały, grążel żółty, oczeret jeziorny, manna mielec, jeżogłówka gałęzista, tatarak, rzepicha ziemnowodna, turzyca prosowa, turzyca brzegowa, turzyca błotna i skrzyp bagienny. W oddziale leśnym nr 91 istnieją trzy niewielkie stawki. Bardzo obficie występuje tu rogatek sztywny oraz rzęsa mniejsza, a także żabiściek, osoka aloesowata, grążel żółty i kosaciec żółty. Fauna terenów rezerwatowych jest urozmaicona. Występują tu m.in.: jeleń, sarna, borsuk, wydra, piżmak, dzięcioły, kawka, kraska, dudek, puszczyk, pokrzewka jarzębata, podróżniczek, strumieniówka, czapla siwa, kania czarna i zimorodek. Przez rezerwat przechodzi zachodnia granica występowania słowika szarego. Rozpoznano tu 34 gatunki ważek, a były to m.in.: świtezianka dziewica, pałątka mała, łątka wiosenna, oczobarwnica większa, szklarka zielona, ważka płaskobrzucha czy szablak szkocki.

## Podstawa prawna
- Zarządzenie Ministra Leśnictwa i Przemysłu Drzewnego z dn 4.05.1959 r., Monitor Polski z 1959 r, Nr 51, Poz. 239
- Obwieszczenie Wojewody Wielkopolskiego z dn. 4.10.2001 r. w sprawie ogłoszenia wykazu rezerwatów przyrody utworzonych do dn.31.12.1998 r.